# Ирапуато
Ирапуа́то (исп. Irapuato) — город и административный центр одноимённого муниципалитета штата Гуанахуато, Мексика. Численность населения, по данным переписи 2010 года, составила 380 941 человек.

## Общие сведения
Название Irapuato с языка тараско можно перевести как место приземистых домов.
Город был основан в 1589 году Рамоном Баррето де Табором как сельская община Сан-Маркос-Ирапуато. В 1826 году получает статус деревни и сокращает своё название до современного Ирапуато. Статус города приобретает в 1893 году.
Город был горнопромышленным центром добычи золота, серебра.
Развита пищевкусовая, текстильная, нефтеперерабатывающая, химическая промышленность, дубление кож, производство обуви.